# William Goldenberg
William Goldenberg (Philadelphia, 2 november 1959) is een Amerikaanse filmmonteur. Hij won een Oscar voor zijn montage van Argo (2012) en is vooral bekend van zijn samenwerkingen met regisseur Michael Mann.

## Biografie
William Goldenberg werd in 1959 geboren in Philadelphia, Pennsylvania. Hij behaalde in 1982 een bachelordiploma aan Temple University.
Goldenberg startte zijn carrière in 1983 als assistent-monteur. Hij werkte verscheidene jaren onder de hoede van Michael Kahn en Dede Allen. Zo assisteerde hij Kahn tijdens het montageproces van onder meer Hook (1991) en Alive (1993). In 1995 werd hij genomineerd voor een Emmy Award voor zijn montage van de televisiefilm Citizen X.
Midden jaren 1990 werkte Goldenberg voor het eerst samen met regisseur Michael Mann. Hij monteerde toen samen met Pasquale Buba, Dov Hoenig en Tom Rolf de misdaadfilm Heat (1995). Enkele jaren maakte hij ook deel uit van het montageteam van de Mann-films The Insider (1999) en Ali (2001). Voor The Insider werd Goldenberg samen met collega's Paul Rubell en David Rosenbloom genomineerd voor een Oscar. In 2006 monteerde Goldenberg ook Miami Vice van Mann.
Verder monteerde hij ook bekende films als Seabiscuit (2003), National Treasure (2004), Gone Baby Gone (2007) en Transformers: Dark of the Moon (2011). In februari 2013 won Goldenberg een Oscar voor de montage van Argo (2012). Hij was in hetzelfde jaar ook genomineerd voor zijn werk aan Zero Dark Thirty (2012).
Sinds 2008 is hij ook lid van de American Cinema Editors (ACE).

## Prijzen en nominaties

### Academy Award
- Beste montage – The Insider (1999) (genomineerd)
- Beste montage – Seabiscuit (2003) (genomineerd)
- Beste montage – Zero Dark Thirty (2013) (genomineerd)
- Beste montage – Argo (2013) (gewonnen)
- Beste montage – The Imitation Game (2015) (genomineerd)

### BAFTA Award
- Beste montage – Zero Dark Thirty (2013) (genomineerd)
- Beste montage – Argo (2013) (gewonnen)
- Beste montage – The Imitation Game (2015) (genomineerd)

## Filmografie

### Film
| - Alive (1993) - The Puppet Masters (1994) - Heat (1995) - The Long Kiss Goodnight (1996) - Pleasantville (1998) - The Insider (1999) - Coyote Ugly (2000) - Ali (2001) - Kangaroo Jack (2003) - Seabiscuit (2003) - National Treasure (2004) - Domino (2005) - Miami Vice (2006) - Gone Baby Gone (2007) - National Treasure: Book of Secrets (2007) |  | - Confessions of a Shopaholic (2009) - The Sorcerer's Apprentice (2010) - Transformers: Dark of the Moon (2011) - Argo (2012) - Zero Dark Thirty (2012) - Transformers: Age of Extinction (2014) - The Imitation Game (2014) - Unbroken (2014) - Concussion (2015) - Live by Night (2016) - Detroit (2017) - 22 July (2018) - 6 Underground (2019) - News of the World (2020) - The Outfit (2022) |

### Televisie
- Citizen X (1995) (tv-film)
- Body Language (1995) (tv-film)
- Over There (2005) (1 aflevering)